# Thyssenkrupp Automotive Body Solutions
thyssenkrupp Automotive Body Solutions ist ein Geschäftsbereich innerhalb des Automotive Technology Segments der thyssenkrupp AG. Das Unternehmen ist der Ansprechpartner rund um den integrierten Karosseriebau. Die Kompetenzen reichen vom Projektgeschäft, einschließlich Prototypen-, Werkzeug- und Anlagenbau bis zur Serienproduktion, einschließlich der Produktion von Gesamtkarossen, Karosserie- und Fertigungsteilen sowie Innenhochdruck-Umformungsteilen.

## Unternehmensgeschichte
thyssenkrupp Automotive Body Solutions entstand zum 1. März 2021 aus der Teilung der thyssenkrupp System Engineering GmbH in zwei operativ unabhängig voneinander agierende Unternehmen.

## Geschäftsbereiche
Das Unternehmen gliedert sich in die Bereiche Projektgeschäft und Serienproduktion.

### Projektgeschäft
In dem Produkt-Segment Projektgeschäft ist das thyssenkrupp Automotive Body Solutions Industrialisierungsgeschäft zusammengefasst. Darunter fallen Betriebsmittel, die für die automobile Prototypen- und Serienfertigung von Karosserien benötigt werden. Konkret umfasst das Projektgeschäft die vier Produktlinien Prototypenbau, Werkzeugbau, Anlagenbau und Standardprodukte. Aus Kundensicht bietet die Bündelung dieser Produktlinien den Vorteil, dass im Rahmen von Karosseriebau-Systemprojekten die Blechumformwerkzeuge und die Karosseriemontageanlage aus einer Hand beschafft werden können.

#### Prototypen
Der Prototypenbau von thyssenkrupp Automotive Body Solutions deckt die Anforderungen für das gesamte prototypische Karosseriespektrum ab. Vom Engineering über Umformwerkzeuge, Teilefertigung, Vorrichtungs- und ZB-Erstellung bis hin zum Auf- oder Umbau kompletter Karosserien, kann die gesamte Prozesskette an einem Standort abgewickelt bzw. dargestellt werden.

#### Werkzeugbau
thyssenkrupp Automotive Body Solutions stellt Blechumformwerkzeuge für Karosseriebauteile sowohl aus Stahl und Aluminiumwerkstoffen als auch aus hoch- und höherfesten Werkstoffen in höchster Fertigungsqualität in Serie her.

#### Anlagenbau
thyssenkrupp Automotive Body Solutions baut in seiner Produktlinie Anlagenbau schlüsselfertige, maßgeschneiderte Karosserie-Rohbauanlagen auf. Darüber hinaus werden im Kontext der Rohbauanlagen umfassende Dienstleistungen angeboten wie z. B. Umbauten, Verlagerungen, Anlagenoptimierungen, virtuelle Inbetriebnahmen, Digital Twins/Factory und Matching.

#### Standardprodukte
Die Standardprodukte bei thyssenkrupp Automotive Body Solutions umfassen neben Dichtungsapplikationen für Türen, Klappen und Panoramaschiebedächer ebenfalls Falzsysteme wie Tabletop-, Rollfalz-, Spezialfalzvorrichtungen oder die Kombination aus verschiedenen Falztechniken. Laserschweiß-Lösungen, Framing- und Hochzeitssysteme als auch die Lean Clever Automation (LCA) Bauteilzuführungssysteme runden das Angebot ab.

### Serienproduktion
Die Produktpalette im Bereich Seriengeschäft reicht von anspruchsvollen und komplexen Karosseriestrukturen und -komponenten bis hin zu lackierfähigen Gesamtkarossen aller gängigen Werkstoffe des modernen Leichtbaus. Das Spektrum reicht hierbei von Kleinstserien in Manufakturarbeit bis hin zur vollautomatisierten Serienproduktion.
Neben der Serienfertigung von lackierfähigen Gesamtkarossen in Aluminium, Stahl oder auch in Mischbauweise produziert thyssenkrupp Automotive Body Solutions ebenfalls Baugruppen von Struktur- und Anbauteilen in Aluminium und Stahl.

#### Gesamtkarossen, Karosserie- und Fertigungsteile
Strukturbauteile wie Vorderwagen, Hinterwagen, Hauptboden oder ganze Unterbauten werden ebenso von thyssenkrupp Automotive Body Solutions an Kunden geliefert wie sämtliche Außenhautteile von Motorhauben über Kotflügel bis hin zu Türen. Gesamtkarossen in Aluminium- und Mischbauweise gehören ebenfalls zum Fertigungsspektrum.

#### Hydroforming
Das Hydroforming-Verfahren, das Innenhochdruckumformen von Hohlprofilen, ist ein fester Bestandteil der Karosseriefertigung bei thyssenkrupp Automotive Body Solutions.

## Standorte

### Deutschland
- Heilbronn
- Weinsberg
- Mühlacker
- Wadern-Lockweiler[5]
- Burghaun
- Leingarten

### Portugal
- Lissabon

### Indien
- Pune

### China
- Huaqiao

### Großbritannien
- Coventry

### USA
- Troy

### Polen
- Wroclaw
- Stettin
- Katowice

## Geschäftsführung
- Falk Nüßle (Chief Executive Officer)
- Felix Bader (Chief Human Resources Officer)
- Jennifer Korte (Chief Financial Officer)